# Bandera de La Rioja (Argentina)
La bandera de la provincia de La Rioja (Argentina) fue creada por la Convención Constituyente el 14 de agosto de 1986.

## Reglamentación
La cámara de Diputados de la Provincia de La Rioja sanciono la ley N° 4.891, donde se establece:
Artículo 1: Declárese con carácter obligatorio en el territorio provincial, el uso de la «Bandera de la Provincia de La Rioja», en todo organismo público provincial o municipal, centralizado o descentralizado, entidades autárquicas, y en todo acto en conmemoración o recordación histórica o patriótica.

## Detalles de la Bandera
Está constituida por dos franjas, de color azul la inferior y blanca la superior. Al medio se encuentran dos ramas de laurel donde se simboliza con su flor, los dieciocho departamentos 
de la provincia, cruzado en sentido ascendente de abajo izquierda a arriba derecha una franja ancha de color punzó (rojo) que simboliza el federalismo.
Del cuello de la moharra una cinta con ambos colores azul y blanco y en letras negras la inscripción «LA RIOJA POR LA UNIDAD NACIONAL Y LATINOAMERICANA»

### Material
Normalmente de tela, géneros de seda en paño doble sin fleco alguno.

### Dimensiones
La bandera tendrá un metro y cuarenta centímetros de largo, por noventa centímetros de ancho.